# Kanóc, az életművész
A Kanóc, az életművész Padisák Mihály 1987-ben a Móra Ferenc Könyvkiadó Delfin könyvek sorozatában megjelent ifjúsági regénye. A kötet a Kanóc, az emberszelídítő eseményeinek a folytatása, a trilógia befejező része.
Kanóc a téli szünet után - január végén - az édesapjával egy társasutazáson Törökországban járt, ahonnan egy váratlan ötlettel tért haza. Az osztálytársai nagy részének tetszett a diákmunkára épülő szokatlan terv, sőt még tovább is gondolták az elképzelést.

## Történet
|  | Alább a cselekmény részletei következnek! |

Január végén egy ötnapos társasutazáson az isztambuli bazár útvesztőjében Kanóc sorsdöntő elhatározásra jutott. Korábban egy fogadást kötött az édesapjával, hogy képes megadott idő alatt megtanulni háromszáz török szót. Sikeresen teljesítette a követelményeket, és itt döbbent rá arra, hogy a török gyerekek mennyi mindennel foglalkoznak a megélhetésükért.
Hazatérve elmondta az osztálytársainak, hogy az iskola csak tudást, ismereteket ad a számukra, de nekik másra is szükségük lehet, hogy majd megállják a helyüket az életben. A külkereskedő apa ösztönzésére Kanóc megalakította az osztálybeli barátaiból a „FOGDAHOLÉRED” kisvállalkozást. A szerveződés célja elsősorban az volt, hogy pénzt keressenek az osztály nyári külföldi utazásához Csehszlovákiába.
Ahogy elindult egyik vállalkozás a másik után: egyre többen váltak a híveivé, ám ellenzői is akadtak. A gáncsoskodók ellentámadásba kezdtek, hamisan megvádolták a szövetkezetet, Kanóc is nehéz napoknak nézett elébe, egyre izgalmasabban alakultak az események.
Az önkéntes diákszerveződés munkáját a tanárok közül is többen jó szemmel nézték, a tanév végi vásárra még az igazgató bácsit is beszervezték. Érdekfeszítő munkájukat siker koronázta, a gyermeknapi nagy vásárukon ott tolongott az egész lakótelep. Meglepetésként a Magyar Televízió is kivonult, hogy az egész ország tanúja lehessen a remek kezdeményezésnek.
|  | Itt a vége a cselekmény részletezésének! |

## Szereplők

### Főszereplő
- Kanóc, hetedikes diák

### Osztálytársak
- Szűcs Móni
- Tohonya, az erőember
- Tarhonya, a műszaki zseni
- Boglyas, az iskolarádió szerkesztője
- Kapeller Dini, az Oxfordi
- Pircsi, a Szexbomba
- Menyus Márti, a hírharang
- Varga Mari, osztálytanácstitkár, vöröskeresztes, fő úttörő
- Bárány Jóska
- Barát Barbara
- Mangold Márton, a Madárfej
- Homolya
- Kefe
- Dobrócsi
- Dugó, a jövendő válogatott tornász

### Pedagógusok
- „Pamacs”, rajztanár, a 7. a osztályfőnöke[1]
- „Morcos” tanár úr, matematika- és fizikatanár
- Bokros Csaba, „Ázalag”, az élővilág tanára
- Dobos tanár úr, az iskolarádió felnőtt főnöke
- az igazgató bácsi

### Egyéb szereplők
- Kanóc szülei
- Szücs Béla, Móni apja, üzletvezető
- Helga, Móni mostohája
- Kefe apja, a 7. a osztály szülői munkaközösségének az elnöke
- Madárfej apja, ügyvéd
- Feri bácsi, népművelő, a szabadidőközpont vezetője
- Hantás, a kikiáltó
- Csanyik és barátai - telepi fiúk